# Mausam (film, 2011)
Pour plus de détails, voir Fiche technique et Distribution.
Mausam est un film de Bollywood dirigé et écrit par Pankaj Kapur et produit par Vistaar Religare Film Fund sorti en 2011. Les vedettes sont Shahid Kapoor aux côtés de Sonam Kapoor avec dans les seconds rôles Supriya Pathak (belle-mère de Shahid Kapoor), Aditi Sharma et Anupam Kher. C'est la première réalisation de Pankaj Kapur, acteur renommé du cinéma indien qui y fait une brève apparition.

## Synopsis
En 1992 dans un petit village du Punjab, tandis qu'il attend sa lettre d'engagement dans l'armée indienne, Harry fait la connaissance d'Aayat, une jeune réfugiée cachemiri. Mais alors que leur amour éclot à peine, les affrontements inter religieux provoqués par la destruction de la Babri Masjid amènent Aayat à partir brusquement pour Bombay cependant qu'Harry rejoint l'armée.
Quelques années plus tard, les deux jeunes gens se revoient par hasard en Écosse, mais sont de nouveau séparés, ballottés par les événements qui secouent l'Inde au tournant des années 2000 : les troubles au Cachemire, la guerre de Kargil, les attentats du 11 septembre 2001... Ils finissent malgré tout par se retrouver lors des Violences au Gujarat en 2002.

## Fiche technique
- Titre : Mausam
- Réalisateur : Pankaj Kapur
- Scénario : Pankaj Kapur
- Photographie : Binod Pradhan
- Montage : Sreekar Prasad
- Musique : Pritam Chakraborty
- Parolier : Irshad Kamil
- Chorégraphie : Ahmed Khan
- Cascades et combats : Sham Kaushal
- Production : Sheetal Vinod Talwar et Sunil A. Lulla
- Langue : hindi
- Pays d'origine : Inde
- Format : Couleurs
- Genre : histoire d'amour
- Durée : 167 min
- Date de sortie : 23 septembre 2011

## Distribution
- Shahid Kapoor : Harinder Singh alias Harry
- Sonam Kapoor : Aayat
- Pankaj Kapur
- Anupam Kher : Maharaj Krish
- Supriya Pathak : Fatimah Bua

## Production
Ce film marque la première collaboration de Shahid Kapoor avec son père dont c'est la première réalisation. Après avoir pressenti Katrina Kaif puis Kareena Kapoor, c'est finalement Sonam Kapoor qui est retenue pour le premier rôle féminin.
Le tournage a eu lieu en Grande-Bretagne (Londres et Édimbourg), en Inde (Punjab) et en Suisse (Zurich). Les scènes initialement prévues au Cachemire ont été déplacées en Écosse pour des raisons de sécurité.

## Réception
Les critiques sont très réservés,, voire mauvaises, notant la faiblesse, les nombreuses incohérences et longueurs du scénario. Cependant l'interprétation, et surtout la direction de la photographie de Binod Pradhan, sont appréciées.